# توم بيترسون (دراج)
توم بيترسون (بالإنجليزية: Thomas Peterson)‏ هو دراج أمريكي، ولد في 24 ديسمبر 1986 في نورث بيند في الولايات المتحدة.

## وصلات خارجية
- توماس بيترسون على موقع الاتحاد الدولي للدراجات (الإنجليزية)
- توماس بيترسون على موقع أرشيف الدراجات (الإنجليزية)
- توماس بيترسون على موقع إحصائيات الدراجات الإحترافية (الإنجليزية)
- توماس بيترسون على موقع نسبة الدراجات (الإنجليزية)